# Mariou (ort i Burkina Faso)
Mariou är en ort i Burkina Faso.   Den ligger i regionen Centre-Ouest, i den centrala delen av landet, 70 km väster om huvudstaden Ouagadougou. Mariou ligger 326 meter över havet och antalet invånare är 5 481.
Terrängen runt Mariou är platt. Närmaste större samhälle är Nabadogo, 10,6 km nordost om Mariou.
Omgivningarna runt Mariou är en mosaik av jordbruksmark och naturlig växtlighet. Runt Mariou är det ganska tätbefolkat, med 96 invånare per kvadratkilometer.